# Monteverdi High Speed 375 L (Frua)
Der Monteverdi High Speed 375 L mit Frua-Karosserie ist ein 1968 als Einzelstück gebauter 2+2-sitziger Sportwagen der Schweizer Automarke Monteverdi. Er sollte nach ursprünglicher Planung den ein halbes Jahr zuvor präsentierten zweisitzigen High Speed 375 S (Frua) ergänzen, wurde aber infolge eines Urheberrechtsstreits in dieser Form nicht in Serie produziert. 1969 erschien ein zweites Modell mit der Bezeichnung High Speed 375 L, das eine Fissore-Karosserie hat und wesentlich anders aussieht. Die Fissore-Version wurde bis 1976 etwas hundertmal gebaut. Pietro Frua entwickelte seinen Monteverdi-Entwurf einige Jahre später für den britischen Sportwagenhersteller AC Cars weiter.

## Entstehungsgeschichte
Die High-Speed-375-Reihe wurde von dem Schweizer Unternehmer und Hobby-Rennfahrer Peter Monteverdi konzipiert. 
Monteverdi hielt in den 1960er-Jahren regionale Vertretungen unter anderem für Ferrari und Jensen. Nebenbei entstanden in seiner Werkstatt in Binningen im Kanton Basel-Landschaft einige Rennwagen, aber auch kleine Sportwagen mit DKW-Motoren, die Peter Monteverdi unter der Marke MBM („Monteverdi Basel Motors“) verkaufte. Allerdings waren nicht alle Autos dieser Ära Eigenkonstruktionen. Nachdem Monteverdi die Ferrari- und Jensen-Konzessionen aufgegeben hatte, entwickelte er die Idee, selbst teure Oberklassesportwagen zu konstruieren und unter eigenem Namen anzubieten. Das erste Modell war der zweisitzige High Speed 375 S mit einer von Pietro Frua gestalteten Karosserie. Nach der Präsentation des Autos auf der Frankfurter IAA im September 1967 begann die Serienproduktion des High Speed 375 S bei Frua in Turin.
Ein halbes Jahr nach Fruas High Speed 375 S erschien auf dem Genfer Autosalon 1968 unter der Bezeichnung High Speed 375 L ein 2+2-sitziges Schwestermodell mit 150 cm längerem Radstand. Die im Vergleich zum kürzeren High Speed leicht veränderte Karosserie war ebenfalls ein Entwurf Pietro Fruas. Der High Speed 375 L wurde positiv aufgenommen. Zu einer Serienfertigung dieses Modells kam es aber nicht, weil Monteverdi im Sommer 1968 die Geschäftsbeziehung zu Frua beendete. Auslöser war Monteverdis Entscheidung, Karosserien im Frua-Design künftig nicht mehr von Frua selbst, sondern von der Carrozzeria Fissore bauen zu lassen. Hierbei spielten in erster Linie Kapazitätsgründe eine Rolle. Frua forderte daraufhin Lizenzgebühren, deren Entrichtung Monteverdi mit der – bis in die Gegenwart aufrecht erhaltenen – Behauptung ablehnte, er habe die Karosserie selbst entworfen, obwohl er in seinem ersten Werksprospekt noch ausdrücklich Frua als Urheber benannt hatte.
Letztlich kam es Anfang 1969 zu einem Neustart mit neu gestalteten Fissore-Karosserien. Die positive Resonanz, die Fruas High Speed 375 L in Genf erhalten hatte, veranlasste Peter Monteverdi dazu, die neue Serie seiner Sportwagen mit einem 2+2-Sitzer zu beginnen. Deshalb erschien Anfang 1969 zunächst der High Speed 375 L mit Fissore-Karosserie. Dieses Coupé wurde mit etwa 100 gebauten Exemplaren zum Volumenmodell von Monteverdis High-Speed-Reihe. Der kürzere High Speed 375 S mit Fissore-Karosserie folgte ein halbes Jahr später.
Der 1968 vorgestellte High Speed 375 L mit Frua-Karosserie wurde nur einmal gebaut. Ein zweites Auto blieb, zunächst unvollständig, bei Frua und wurde mit einiger Verzögerung an den britischen Sportwagenhersteller AC Cars weitergegeben.

## Modellbeschreibung

### Karosserie

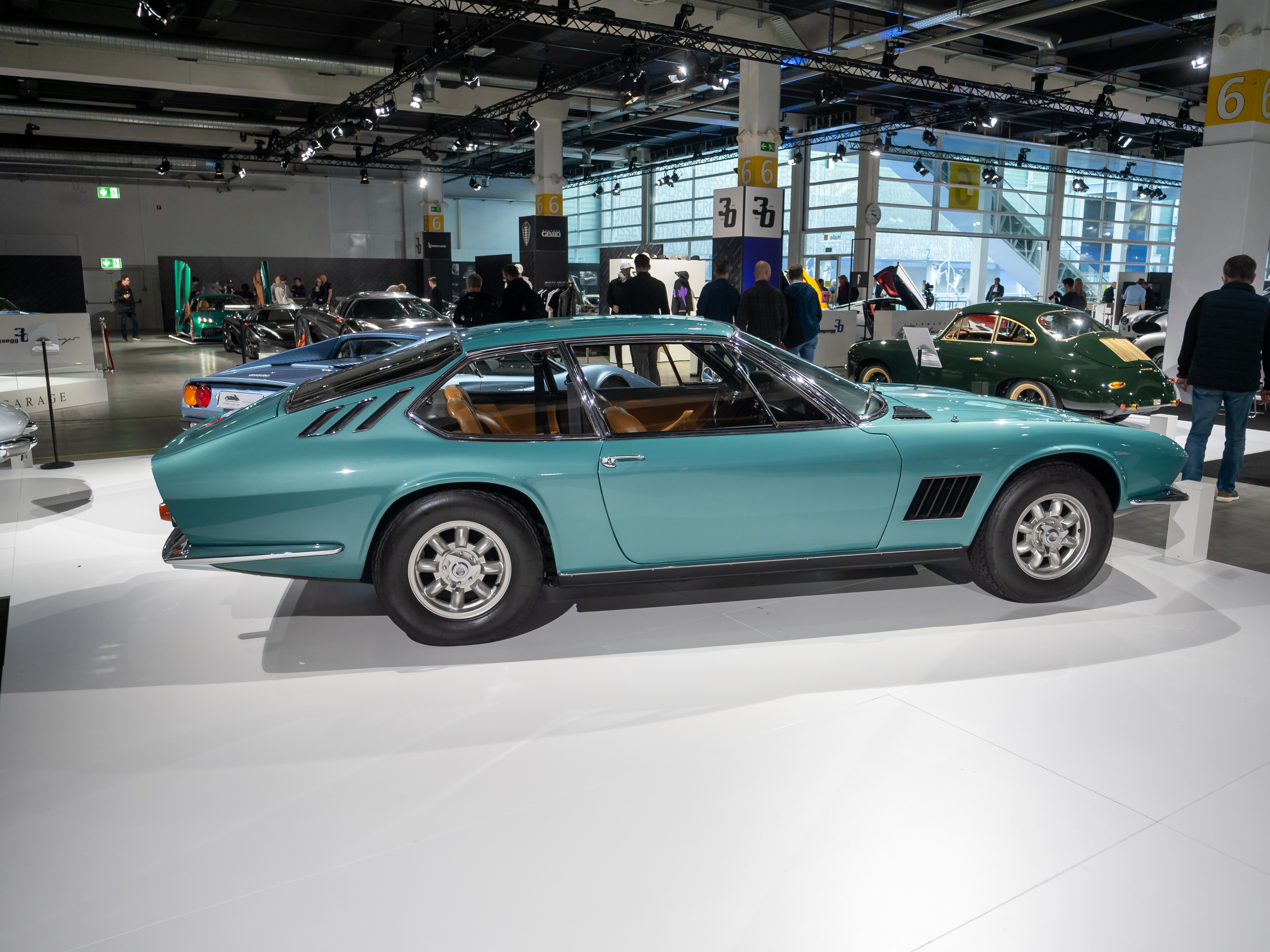
Der High Speed 375L (Frua) im Profil

Das auf Pietro Frua zurückgehende Design des High Speed 375 L entspricht bis zur Windschutzscheibe dem des kürzeren High Speed 375 S (Frua). Die Dachlinie des High Speed 375 L ist über dem Passagierabteil annähernd waagerecht und fällt erst ab der Hinterachse zum Heck hin ab. Die Türen des High Speed 375 L sind breiter als die des zweisitzigen Schwestermodells, die hinteren Seitenfenster sind größer und haben eine fünfeckige, nach hinten spitz zulaufende Form. In der C-Säule befinden sich drei Entlüftungsschlitze. Am Heck hat der  High Speed 375 L ebenso wie der 375 S eine hohe Abrisskante. Anstelle der waagerecht gestalteten Rückleuchten des Fiat Dino Coupé, die beim zweisitzigen High Speed 375 S verbaut sind, hat der High Speed 375 L auf jeder Seite drei runde Rückleuchten – eine in Orange und zwei in Rot –, die auf einer verchromten Platte montiert sind. Ein vergleichbares Design findet sich bei dem zeitgenössischen Luxussportwagen Ferrari 365 GT 2+2 „Queen Mary“, den Aldo Brovarone für Pininfarina entworfen hatte und der 1967 auf den Markt gekommen war. Monteverdi übernahm diese Gestaltung für den im Herbst 1969 vorgestellten kurzen High Speed 375 S mit Fissore-Karosserie.
Im Laufe der Zeit wurde die Karosserie in Details verändert. Dazu gehörten unter anderem größere Entlüftungsöffnungen in den vorderen Kotflügeln, um einer Überhitzungsneigung entgegenzuwirken. Auch die Position der Außenspiegel änderte sich.

### Technik

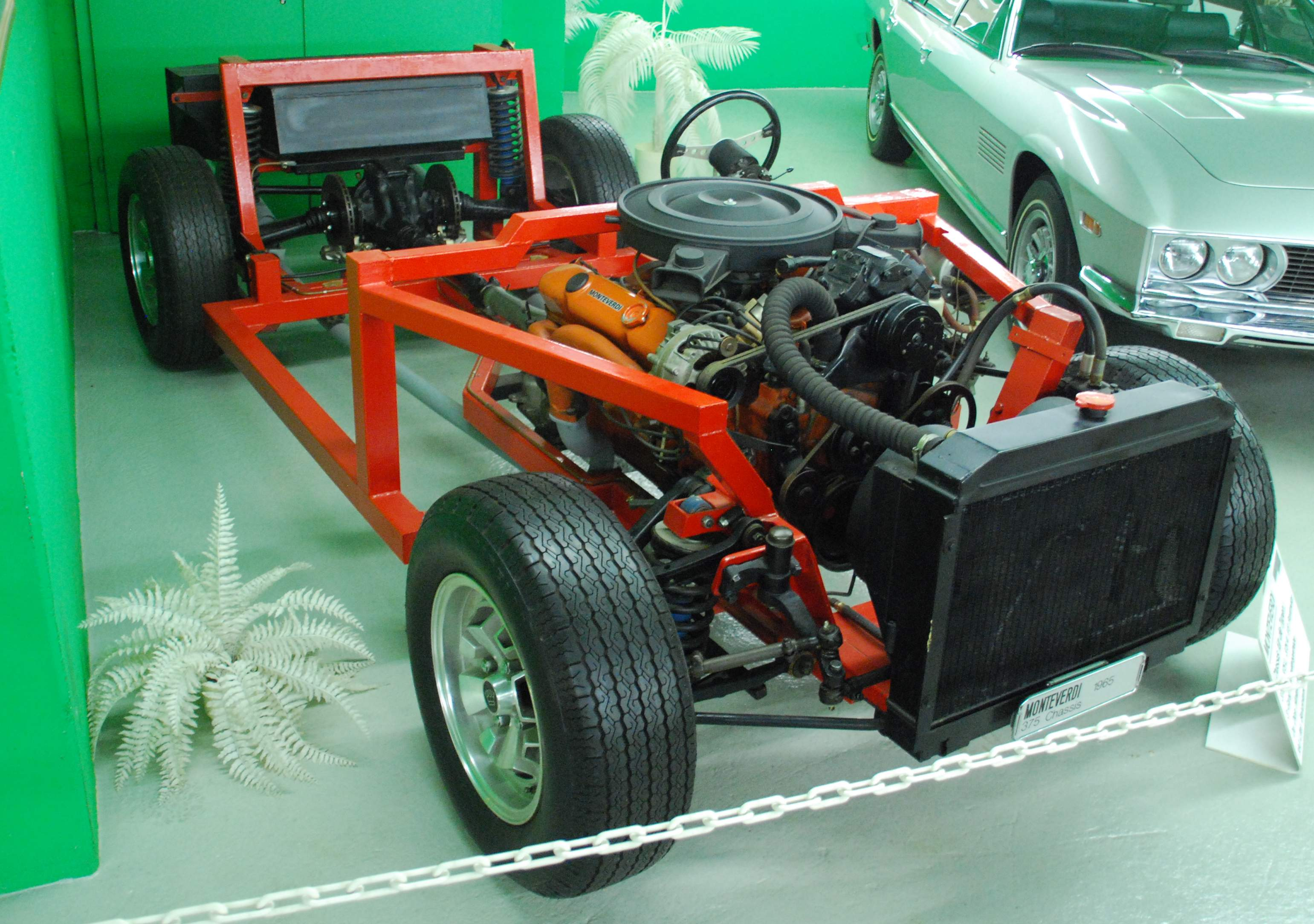
Chassis des High Speed 375

Der High Speed 375 basiert auf einem von Peter Monteverdi entworfenen, ein 160 kg schweren Kastenrahmen aus Vierkantrohren. Er stimmt technisch mit dem Rahmen des High Speed 375 S von 1967 überein, ist aber 150 mm länger. Das Fahrwerk entspricht mit der vorderen Einzelradaufhängung und der hinteren De-Dion-Achse dem des kürzeren Schwestermodells. Gleiches gilt für die Motorisierung: Der  High Speed 375 L wird wie der High Speed 375 S von einem Achtzylinder-Ottomotor von Chrysler aus der Baureihe RB angetrieben. Er hat einen Hubraum von 440 cui (7206 cm³). Mit einem Vierfach-Fallstromvergaser von Carter ausgerüstet, leistet der Motor nach Werksangabe 375 SAE-PS; der DIN-Wert dürfte bei etwa 285 PS liegen. Der High Speed 375 L ist mit einem automatischen Dreiganggetriebe (TorqueFlite Eight) von Chrysler ausgestattet. Die Hinterachse war mit 3,07:1 etwas kürzer übersetzt als beim High Speed 375 S (2,88&:1).

## Produktion und Verbleib
Der High Speed 375 L mit Frua-Karosserie ist ein Einzelstück. Nur das in Genf 1968 gezeigte Auto (Fahrgestellnummer 2001) wurde mit der Originalkarosserie von Pietro Frua fertiggestellt.
Das Auto existiert noch. Im Laufe der Jahre ging es durch zahlreiche Hände. Nachdem Peter Monteverdi das Auto zunächst auf sich selbst zugelassen hatte, übernahm es der Schweizer Geschäftsmann Alfred Hopf, mit dem Monteverdi ein paar Jahre zuvor bereits den Rennstall Écurie HOBA betrieben hatte. Später ging der Wagen an Gunter Sachs. In den 1980er-Jahren kaufte Monteverdi ihn zurück. Seitdem ist der Teil des Monteverdi-Museums.

## AC 429
1973 griff der britische Hersteller AC Cars Fruas Monteverdi High Speed 375 L wieder auf. AC produzierte seit 1967 den Sportwagen 428, der als Coupé und Cabriolet erhältlich war und ebenso wie der Monteverdi eine Frua-Karosserie mit einem US-amerikanischen Achtzylindermotor – in diesem Fall von Ford – verband. Auf der Suche nach einem potentiellen Nachfolger für den AC 428 fand AC-Inhaber Derek Hurlock in Fruas Werkstatt den zweiten, zu dieser Zeit nicht komplettierten Monteverdi High Speed 375 L (Fahrgestellnummer 2002), den Frua nach dem Zerwürfnis mit Peter Monteverdi zurückbehalten hatte. Hurlock beauftragte Frua, das Auto leicht zu verändern, sodass es ein AC werden könnte. Nach einigen stilistischen Modifikationen übernahm AC den Wagen, überarbeitete im eigenen Werk die Technik und stellte das Auto 1973 als AC 429 vor. Wegen der schwachen Finanzlage des Unternehmens und wegen der Auswirkungen der ersten Ölpreiskrise 1973 kam aber keine Serienfertigung zustande. Der AC 429 blieb ein Einzelstück. Die letzte Pressemeldung zum AC 429 datiert von 2016. Darin wurde berichtet, dass sich das Auto seit 1996 in der Restauration befindet und die Arbeiten nach wie vor andauern.

## Datenblatt
| Datenblatt                    | Datenblatt                                                                       |
|                               | Monteverdi High Speed 375 L Frua                                                 |
| ----------------------------- | -------------------------------------------------------------------------------- |
| Motor:                        | 8-Zylinder-V-Motor (Viertakt), Bankwinkel 90°                                    |
| Hubraum:                      | 7206 cm³                                                                         |
| Motortyp:                     | Chrysler 440                                                                     |
| Bohrung×Hub:                  | 109,7 × 95,25 mm                                                                 |
| Leistung bei 1/min:           | 279 kW (372 SAE-PS) bei 4600                                                     |
| Max. Drehmoment bei 1/min:    | 653 SAE-Nm bei 3200                                                              |
| Verdichtung:                  | 10,1 : 1                                                                         |
| Gemischaufbereitung:          | 1 Doppel-Registervergaser                                                        |
| Ventilsteuerung:              | Hängende Ventile, Kipphebel, zentrale Nockenwelle, Antrieb über Kette            |
| Kühlung:                      | Wasserkühlung                                                                    |
| Getriebe:                     | 4-Gang-Getriebe a. W. Dreigang-Automatik (Chrysler TorqueFlite) Hinterradantrieb |
| Radaufhängung vorn:           | je zwei ungleich lange Querlenker, Schraubenfedern                               |
| Radaufhängung hinten:         | De-Dion-Achse, Längsschubstreben, Wattgestänge, Schraubenfedern                  |
| Bremsen:                      | Scheibenbremsen rundum, Servounterstützung                                       |
| Lenkung:                      | ZF-Schneckenlenkung, teils mit Servounterstützung                                |
| Karosserie:                   | Stahlblech, auf Vierkantrohrrahmen                                               |
| Spurweite vorn/hinten:        | 1500/1460 mm                                                                     |
| Radstand:                     | 2660 mm                                                                          |
| Abmessungen:                  | 4790 × 1796 × 1270 mm                                                            |
| Leergewicht:                  | 1815 kg                                                                          |
| Höchstgeschwindigkeit (Werk): | 250 km/h                                                                         |
| 0–100 km/h (Werk):            | 6,0 s                                                                            |